# Maddison Inglis
Maddison Inglis (* 14. Januar 1998 in Perth) ist eine australische Tennisspielerin.

## Karriere
Inglis, die laut WTA-Profil Hartplätzen den Vorzug gibt, begann im Alter von fünf Jahren mit dem Tennissport. Sie spielt vorrangig auf der ITF Women’s World Tennis Tour, wo sie bislang neun Titel im Einzel und acht Titel im Doppel gewinnen konnte.
2015 erhielt sie für die Australian Open eine Wildcard für das Doppel an der Seite von Alexandra Nancarrow. Zuvor war sie in der Qualifikation für das Hauptfeld im Dameneinzel in der ersten Runde ausgeschieden.
Für das Hobart International erhielt sie 2016 ebenfalls eine Wildcard; sie verlor in Runde eins gegen Margarita Gasparjan. Auch für das Dameneinzel der Australian Open erhielt sie eine Wildcard, scheiterte aber ebenfalls in der ersten Runde gegen Jekaterina Makarowa ebenso wie im Mixed mit ihrem Partner Benjamin Mitchell.

## Turniersiege

### Einzel
| Nr. | Datum            | Turnier    | Kategorie   | Belag     | Finalgegnerin      | Ergebnis       |
| --- | ---------------- | ---------- | ----------- | --------- | ------------------ | -------------- |
| 1.  | 26. Mai 2019     | Nonthaburi | ITF $25.000 | Hartplatz | Peangtarn Plipuech | 6:0, 6:2       |
| 2.  | 14. Juli 2019    | Saskatoon  | ITF $25.000 | Hartplatz | Katherine Sebov    | 6:4, 2:6, 6:4  |
| 3.  | 13. Oktober 2019 | Toowoomba  | ITF $25.000 | Hartplatz | Kyōka Okamura      | 6:1, 4:6, 6:0  |
| 4.  | 2. Februar 2020  | Burnie     | ITF $60.000 | Hartplatz | Sachia Vickery     | 2:6, 6:3, 7:5  |
| 5.  | 20. Februar 2020 | Perth      | ITF $25.000 | Hartplatz | Destanee Aiava     | 6:4, 7:64      |
| 6.  | 16. April 2023   | Osaka      | ITF W25     | Hartplatz | Han Na-lae         | 6:3, 7:62      |
| 7.  | 17. März 2024    | Mildura    | ITF W35     | Gras      | Tina Nadine Smith  | 6:4, 6:1       |
| 8.  | 28. April 2024   | Tokio      | ITF W100    | Hartplatz | Ena Shibahara      | 6:4, 3:6, 6:2  |
| 9.  | 27. Oktober 2024 | Playford   | ITF W75     | Hartplatz | Himeno Sakatsume   | 7:67, 5:7, 6:1 |

### Doppel
| Nr. | Datum              | Turnier  | Kategorie   | Belag     | Partnerin      | Finalgegnerinnen                   | Ergebnis         |
| --- | ------------------ | -------- | ----------- | --------- | -------------- | ---------------------------------- | ---------------- |
| 1.  | 5. Oktober 2018    | Brisbane | ITF $25.000 | Hartplatz | Kaylah McPhee  | Rutuja Bhosale Xu Shilin           | 7:5, 6:4         |
| 2.  | 26. Oktober 2019   | Bendigo  | ITF $60.000 | Hartplatz | Kaylah McPhee  | Naiktha Bains Tereza Mihalíková    | 3:6, 6:2, [10:2] |
| 3.  | 10. September 2022 | Santarém | ITF W25     | Hartplatz | Mai Hontama    | Suzan Lamens Anastassija Tichonowa | 6:0, 6:4         |
| 4.  | 16. September 2023 | Perth    | ITF W25     | Hartplatz | Destanee Aiava | Misaki Matsuda Naho Satō           | 6:1, 6:4         |
| 5.  | 23. September 2023 | Perth    | ITF W25     | Hartplatz | Destanee Aiava | Talia Gibson Taylah Preston        | 6:3, 7:63        |
| 6.  | 4. November 2023   | Sydney   | ITF W60     | Hartplatz | Destanee Aiava | Kyōka Okamura Ayano Shimizu        | 6:0, 6:0         |
| 7.  | 14. September 2024 | Perth    | ITF W75     | Hartplatz | Talia Gibson   | Erina Hayashi Saki Imamura         | 6:2, 6:4         |
| 8.  | 17. November 2024  | Brisbane | ITF W50     | Hartplatz | Destanee Aiava | Yūki Naitō Ankita Raina            | 6:3, 6:4         |

## Abschneiden bei Grand-Slam-Turnieren

### Einzel
| Turnier         | 2014 | 2015 | 2016 | 2017 | 2018 | 2019 | 2020 | 2021 | 2022 | 2023 | 2024 | 2025 | Karriere |
| --------------- | ---- | ---- | ---- | ---- | ---- | ---- | ---- | ---- | ---- | ---- | ---- | ---- | -------- |
| Australian Open | Q1   | Q1   | 1    | —    | —    | Q1   | Q2   | 1    | 3    | Q1   | Q3   | Q3   | 3        |
| French Open     | —    | —    | —    | —    | —    | —    | 1    | —    | Q1   | —    | —    | Q2   | 1        |
| Wimbledon       | —    | —    | —    | —    | —    | —    |      | Q2   | 1    | —    | Q3   | Q1   | 1        |
| US Open         | —    | —    | —    | —    | —    | Q2   | 1    | Q1   | Q3   | —    | Q1   |      | 1        |

Zeichenerklärung: S = Turniersieg; F, HF, VF, AF = Einzug ins Finale / Halbfinale / Viertelfinale / Achtelfinale; 1, 2, 3 = Ausscheiden in der 1. / 2. / 3. Hauptrunde; Q1, Q2, Q3 = Ausscheiden in der 1. / 2. / 3. Qualifikationsrunde; nicht ausgetragen